# Теребеш (герб)
Теребеш (пол. Terebesz) — польский дворянский герб.

## Описание
В красном поле выходящая рука в латах, держащая меч, на котором отрубленная голова.
Щит увенчан дворянскими шлемом и короной. Нашлемник: три страусовых пера. Намет на щите красный подложен серебром.

## Герб используют
13 родов
Anbokiewicz, Gembicki, Gębicki, Janibekowicz, Klimowicz, Manturewicz, Masiukiewicz, Naraczowski, Naraszowski, Puszko, Romanowski, Terebesz, Tułubaj